# Encarsiella taiwanensis
Encarsiella taiwanensis är en stekelart som beskrevs av Chou 1994. Encarsiella taiwanensis ingår i släktet Encarsiella och familjen växtlussteklar.
Artens utbredningsområde är Taiwan. Inga underarter finns listade i Catalogue of Life.